# Нели Закс
Нели Закс (Берлин, 10. децембар 1891 — Стокхолм, 12. мај 1970), била је немачка књижевница и добитница Нобелове награде за књижевност.

## Биографија
Нели Леони Закс се родила у јеврејској породици. Због крхког здравља школовала се код куће. Учила је да плеше као млада. Почела је да пише песме са 17 година. Најпре је објављивала поезију у немачким часописима. Писала је и текстове за сопствено позориште лутака. Прво њено објављено дело је збирка приповедака Легенде и приче (Legenden und Erzählungen) 1921. године. Откривши дела Селме Лагерлеф, шведске књижевнице која је 1909. постала прва жена која је добила Нобелову награду за књижевност, почела је да се дописује са њом. До 1940. живела је у Немачкој, где умало због јеврејског порекла није доспела у нацистички логор смрти. Гестапо је опљачкао њен дом недељу дана пре него што је требало да буде одведена у концентрациони логор. Уз помоћ Селме Лагерлеф која је писала шведској краљевској породици да јој помогне, Нели Закс је емигрирала 1940. заједно са својом мајком и од тада живела у Стокхолму. Била је толико ужаснута нацизмом да је једно време била изгубила моћ говора. У Шведској је у почетку радила као преводилац и живела са мајком Маргаретом у једнособном стану. Остали чланови њене породице су страдали у логорима. Тада је почела да пише песме и драме о последицама рата као и о члановима своје породице који су изгубили животе у логорима. Није се удавала. Након смрти њене мајке, имала је нервни слом, халуцинирала је да је прогањају нацисти и због тога била смештена у психијатријску болницу. Године 1966, добила је Нобелову награду за књижевност и тако постала прва Немица која је овенчана овим признањем. Умрла је од рака црева у 78. години живота.

## Дело
Нели Закс је преводила модерну шведску поезију на немачки, као и немачку поезију на шведски језик, писала драме, али је најпознатија као песникиња, иако је поново почела да пише песме тек у својој 50-ој години. Једна од њених најпознатијих песама, О димњаци (O die Schornsteine), говори о телу Израела које се у виду дима вије из димњака немачког логора. Њена лирика је посвећена страдању јеврејског народа и уз поезију Паула Целана са којим се дописивала сматра се најзначајнијом поезијом која је тематизовала страхоте концентрационих логора. Њена најчешћа тема је смрт као у песми без наслова:
| „                  | Љубљени моји мртви нит косе из таме у даљину улази расте тихо у отворену времену Умирем осјећајући тајну мјере у тренутак који се распупава и подмукло пламене језике у земљу усађује - Као лоза што своје вино пламену предаје - | ” |
| — превео: Ото Шолц | |   |

Закс је назвала метафоре у својој поезији ранама, али и поред тога писала је и о опроштају и о трансформацији. Њена најпознатија драма је Ели: Мистерија о патњама Израела (Eli: Ein Mysterienspiel vom Leiden Israels) из 1951.

## Изабрана библиографија

### Поезија
- У становима смрти (In den Wohnungen des Todes), 1947.
- Бег и преобразба (Flucht und Verwandlung),1959.
- Тражите живе (Suche nach Lebenden), 1971.

### Драме
- Ели: Мистерија о патњама Израела, 1951.

### Преводи на српски и хрватски језик
- Poezija / Nelly Sachs ; [preveo Oto Šolc]. - Zagreb : Mladost, 1971 (Zagreb : Vjesnik).  86458375
- Nelly Sachs : Nobelova nagrada za književnost 1966. / Nelly Sachs ; Izbor, prijevod i komentar Truda Stamać. - Zagreb : Školska knjiga, 1995.  512280996
- Iz prepiske / Neli Zaks, Paul Celan ; s nemačkog preveo Bajram Ličina. У: Polja. - God. 48, br. 426 (okt-nov. 2003), str. 70-78.  192425991
- Преписка (1954—1969) / Паул Целан - Нели Закс ; превео с немачког Бајрам Личина. У: Поезија. - Год. 13, бр. 41 (2008), стр. 48-125.  149793804
- ГЕТЕОВ град : антологија немачке лирике / приредила и препевала Милена Северовић. - Сремски Карловци : Бранково коло, 2015  298547463

### На српском и хрватском
- Krakar, Lojze, "Iz Egipta u Auschwitz" U: Marulić. - 23, 3, str. 375-379. ISSN 0350-4220
- Личина, Бајрам, "Меридијан бола и утехе" У: Поезија. - Год. 13, бр. 41 (2008), стр. 126-129. ISSN 0354-8562
- Sachs, Nelly (1971). „Nelly Sachs / Oto Šolc”. Poezija. стр. 69—70.

### На енглеском
- Bower, Kathrin M. (2000). Ethics and remembrance in the poetry of Nelly Sachs and Rose Ausländer. ISBN 978-1-57113-191-1.. Camden House.
- Wiedemann, Barbara (ed.) Paul Celan, Nelly Sachs: Correspondence. 1998. ISBN 978-1-878818-71-3.. trans. Christopher Clark. Sheep Meadow.

### На немачком
- Walter A. Berendsohn: Nelly Sachs: Einführung in das Werk der Dichterin jüdischen Schicksals. 1974. ISBN 978-3-87008-046-4.. Agora, Darmstadt. .
- Ruth Dinesen (1992). Nelly Sachs. Eine Biographie. ISBN 978-3-518-40426-3.. Suhrkamp, Frankfurt.
- Gerald Sommerer (2008). Aber dies ist nichts für Deutschland, das weiß und fühle ich. ISBN 978-3-8260-3860-0.. Nelly Sachs – Untersuchungen zu ihrem szenischen Werk. Königshausen & Neumann, Würzburg. .
- Gabriele Fritsch-Vivié: Nelly Sachs. (3rd изд.). 2001. ISBN 978-3-499-50496-9.. Monographie. Rowohlt, Reinbek. .